# Daphoenura fasciata
Daphoenura fasciata là một loài bướm đêm trong họ Noctuidae.